# Українська партія соціалістів-самостійників
Українська партія соціалістів-самостійників (УПСС) — заснована в Києві 30 грудня 1917 року (ст. ст.), складалася з деяких колишніх членів УНП та з військових. Домагалася негайного проголошення самостійності України, визнавала соціальну програму, за якою земля мала належати хліборобам, а фабрики й заводи — робітникам.
Секретарем партії, а трохи згодом і директором товариства «Батьківщина» був штаб-ротмістр Іван Андрущенко.
За Центральної Ради УПСС стояла в опозиції до уряду, критикуючи земельну політику і ліберальне ставлення до меншостей.
За Гетьманату УПСС ставилася критично до офіційної політики і належала до ініціаторів створення Українського національно-державного союзу (травень 1918), брала участь в Українському Національному Союзі та мала свого представника в Директорії (Опанас Андрієвський). 11 серпня 1918 року згідно з постановою ЦК Української партії соціалістів-самостійників тимчасово виконувати обов'язки голови партії призначався присяжний повірений Опанас Андрієвський. До складу Національного союзу партія делегувала: в Президію — Опанаса Андрієвського і до Союзу — редактора газети «Самостійник» — С. Макаренка (тимчасово).
За Директорії УПСС входила до урядів Володимир Чехівського (Михайло Білинський, Іван Липа, Олександр Осецький, Дмитро Симонів) та Сергія Остапенка (Михайло Білинський, Олександр Шаповал, Дмитро Симонів, Іван Липа).
Незадоволена політикою уряду Бориса Мартоса, УПСС разом з отаманом Володимиром Оскілком і народними республіканцями (Євгеном Архипенко) організувала невдалий переворот у Рівному (29 квітня 1919).
На еміграції УПСС відновила свою діяльність у Відні, але з 1922 року змінила назву на Українську народну партію, яка пробувала активізуватися на Волині під проводом Володимира Оскілка, видаючи в Рівному свій орган «Дзвін» (1923—1925).
Серед лідерів УПСС були: Олександр і Павло Макаренки, Іван Луценко, Опанас Андрієвський, Іван Липа, Петро Болбочан; її органом у 1918 році був «Самостійник».
Назагал УПСС була малочисленна й не відіграла важливої ролі в політичному житті.